# Sed de amor (novela)
Sed de amor (愛の渇き; Ai no Kawaki) es una novela del escritor japonés Yukio Mishima publicada en 1950. Segunda novela del autor se publicó tras la muy popular Confesiones de una máscara (1949) obra polémica con al que Mishima obtuvo un amplio reconocimiento y popularidad. Formalmente destaca por emplear la narración en tercera persona y hacer del personaje central de la trama a una mujer. La palabra "kawaki" a que hace referencia el título original literalmente significa "sed" pero lleva implícita una connotación equivalente a "sequedad".
Existe una adaptación cinematográfica homónima de la novela, dirigida por Koreyoshi Kurahara en 1966 y estrenada en 1967, protagonizada por Nobuo Nakamura, Ruriko Asaoka y Akira Yamanouchi.

## Sinopsis
La acción transcurre entre el 22 de septiembre y el 28 de octubre de 1949. Etsuko es una joven mujer que, tras el fallecimiento de su marido Ryosuke por fiebre tifoidea, se muda a la casa de sus suegros. Forzada por las circunstancias a instalarse en una finca rural, algo a lo que no está habituada, paulatinamente Etsuko se verá arrastrada a mantener una relación sexual basada en la sumisión con su suegro Yakichi. El hombre provoca en ella sentimientos de desinterés. Debido a su posición de inferioridad, ya que Yakichi es el cabeza de familia y hace uso de su autoridad, la mujer se deja arrastrar por el deseo de vivir experiencias y sentimientos intensos después de un frustrante matrimonio. 
Mientras sucede esa infeliz relación Etsuko, que es una mujer compleja y desequilibrada, desarrolla sentimientos románticos por Saburo el joven, guapo e ingenuo jardinero de la casa. El joven no se percata de su interés y mantiene un romance con Miyo la criada. A través de analépsis, y un intenso flujo de reflejos de conciencia, paulatinamente Etsuko va desarrollando una obsesión por Saburo. Aunque inicialmente intenta ocultar esos sentimientos estos se revelan, a medida que se escapan a su control, anticipando una tragedia.

## Análisis
A veces lírica la novela intercala escenas oscuras y melancólicas con otras más positivas y luminosas. El texto es particularmente notable por sus observaciones agudas y radicales. La escritura está entrelazada con apartes que reflejan momentos oscuros, como en muchos de los escritos de Mishima, que tienden a llevar al lector a un presentimiento de una tragedia inminente.